# Stora Mettjärnen
Stora Mettjärnen är en sjö i Ale kommun i Västergötland och ingår i Göta älvs huvudavrinningsområde. Sjön ligger mellan Nödinge och Bohus, öster om Stora Viken.